# Weißschulter-Rußmeise
Die Weißschulter-Rußmeise (Melaniparus guineensis, Syn.: Parus guineensis) ist eine Vogelart aus der Familie der Meisen (Paridae).
Die Art wurde als konspezifisch mit der Weißflügel-Rußmeise (Melaniparus leucomelas) angesehen, hat aber eine andere Augenfarbe.

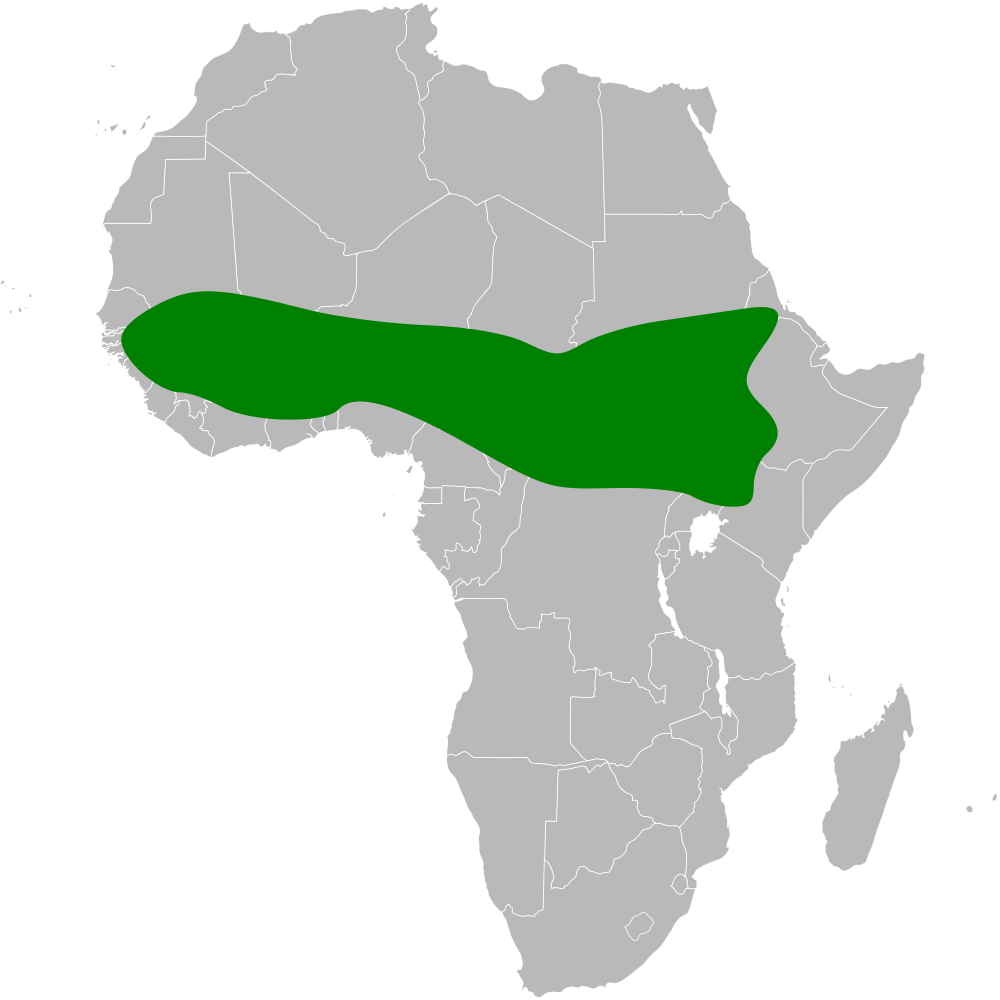
Verbreitungsgebiet der Weißschulter-Rußmeise

Der Vogel kommt in Subsahara-Afrika vor vom Senegal und Mauretanien im Westen bis Kenia, Sudan, Eritrea und Äthiopien im Osten sowie südlich bis Kamerun und der Demokratischen Republik Kongo.
Der Lebensraum umfasst mit Akazien bestandene Savanne, feuchte offene gras- und dornbuschbewachsene Flächen, in Eritrea auch Bergwald mit Wacholder, Galeriewald und Uferdickichte bis 1650, in Kenia oberhalb von 1000 m Höhe.
Der Artzusatz bezieht sich auf Guinea.
Diese Meise ist ein Standvogel, selten ziehen Individuen während der Regenzeit nach Mauretanien.

## Merkmale
Die Art ist etwa 14–16 cm groß und wiegt 12–21 g, eine große, plumpe, glänzend schwarze Meise mit kurzem Schnabel, blassen Augen und einer großen weißen Flügelbinde. Das Männchen ist am ganzen Körper und Schwanz schwarz, in frischem Gefieder mit leichtem bläulichem Glanz oben und seitlich an der Brust. Die unteren Flügeldecken sind schwarz mit weißen Spitzen, die übrigen Flügeldecken sind bis auf die äußersten weiß, die Flugfedern sind schwärzlich-braun, die Armschwingen haben breite weiße Ränder und bilden zusammen ein breites weißes Band auf dem geschlossenen Flügel. Die Iris ist weißlich bis gelblich-weiß, manchmal blass gelbbraun, der Schnabel ist schwarz, die Beine sind dunkelbraun bis bläulich-grau oder schwarz. Beim Weibchen ist etwas weniger Weiß auf dem Flügel. Jungvögel sind oben bräunlich-schwarz, das helle Flügelband ist gelblich-weiß oft mit dunkelbraun, die Augen sind grau, graugrün bis braun, der Schnabel kann etwas gelblich-weiß an der Basis sein.
Die Art unterscheidet sich von der Weißflügel-Rußmeise (Melaniparus leucomelas) hauptsächlich durch die blassen Augen, die Jungvögel beider Arten sind sich sehr ähnlich.
Die Art ist monotypisch.

## Stimme
Die Art ist ruffreudig, oft hört man ein lautes harsches, von 1–2 sanfteren „chip“ Lauten eingeleitetes „churr“, auch ein nasales „dzwee, dzwee, dzwiu“ oder „ziu, dziu, dziu“. Die Rufe ähneln denen der Weißflügel-Rußmeise sehr. Der Gesang besteht aus einer ansteigenden Folge von Pfeiftönen wie „sree, tip-tu-wip, tu-wip, tu-wip, yu-wip,“ auch „huwee-tee-huwee-tee-huweeh“, „swip-pedu-wip, ped-du-wip…“, „way-teetuwer-teetuwer“ oder „tee-tooyoo, tee-tooyoo, tee-tooyoo“, ein meisenuntypischer attraktiver und variabler Gesang.

## Lebensweise
Die Nahrung besteht aus kleinen Wirbellosen und Larven, Pflanzensamen und auch Früchten, die paarweise oder in kleinen Gruppen, auch in gemischten Jagdgemeinschaften gesucht werden in mittlerer Baumhöhe, bevorzugt am Stamm und größeren Ästen, weniger in den Blättern.
Die Brutzeit dürfte zwischen Januar und Juni/Juli liegen, das Nest wird in etwa 1 m Höhe in einem Baumloch angelegt.

## Gefährdungssituation
Der Bestand gilt als „nicht gefährdet“ (Least Concern).